# 皖派
皖派是指清朝安徽一帶地域性学派，代表人物戴震，與吳派齊名。
皖派最早源自婺源江永，致力于《礼经》研究，主攻漢代經學，以避免宋儒之“凿空”。章太炎认为吴派“笃于尊信，缀次古义，鲜下己见”，皖派则“分析条理，皆全密严瑮，上溯古义，而断以己之律令”。皖派學者有程瑶田、戴震、郑牧、汪肇隆、方矩、汪梧凤、金榜、洪榜、汪绂等。